# Sármellék
Sármellék è un comune dell'Ungheria di 1.848 abitanti (dati 2001). È situato nella contea di Zala.

## Amministrazione

### Gemellaggi
- Csernáton (Romania)
- Nußdorf ob der Traisen (Austria)